# Squaxin
Squaxin (Squaxon, Squakson)  Pleme Salishan Indijanaca s North Baya na Puget Soundu u Washingtonu, danas, njih oko 400, na rezervatu Squaxin Island. 
Squaxini, ili kako ih još nazivaju "People of the Water," sastoje se od sedam podplemena Noo-Seh-Chatl s Henderson Inleta, Steh Chass s Budd Inleta, Squi-Aitl na Eld Inletu, Sawamish/T'Peeksin na Totten Inletu, Sa-Heh-Wa-Mish na Hammersley Inletu, Squawksin na Case Inletu i S'Hotle-Ma-Mish na Carr Inletu, koja su na rukavcima južnog Puget Sounda, živjela sve do ugovora Medicine Creek iz 1854., kada moraju prepustit svoju zemlju SAD.-u, osim jednog otočića dugog 4,5 i širokog 0,5 milje, da im bude glavni rezervat.
Squaxini kulturno pripadaju Sjeverozapadnoj obali. Ribolov (losos) i sakupljanje mekušaca uz obalu i bobica i divljeg voća bili su glavni izvor prehrane. Slično ostalim plemenima Sjeverozapadne obale, vješti su graditelji kanua i drvenih kuća, te vješti u drvorezbarstvu (sanduci i slično). 

## Vanjske poveznice
- Squaxin Island Tribe  Arhivirana inačica izvorne stranice od 8. listopada 2007. (Wayback Machine)
- The Squaxin Island Tribe  Arhivirana inačica izvorne stranice od 12. veljače 2008. (Wayback Machine)
- Squaxin Island Tribe  Arhivirana inačica izvorne stranice od 22. siječnja 2008. (Wayback Machine)